# Вень-цзун (династія Тан)
Вень-цзун (кит.: 文宗; піньїнь: Wénzōng), особисте ім'я Лі Ан (кит.: 李昂; піньїнь: Lǐ Áng; 20 листопада 809 — 10 лютого 840) — сімнадцятий імператор династії Тан у 827—840 роках.

## Життєпис
Народився 20 листопада 809 року у родині імператора Му-цзуна. При народженні мав ім'я Лі Ан. Отримав гарну освіту. Став імператор під ім'ям Вень-цзун у 827 році після вбивства зведеного брата Цзін-цзуна.
Із самого початку свого володарювання припинив розкоші, скоротив видатки на імператорський двір. Водночас відновив практику аудієнцій. Намагався старанно виконувати свої обов'язки. Боровся з корупцією, призначав на важливі адміністративні посади здібних чиновників.
При цьому вирішив відновити політику Сянь-цзуна щодо військових губернаторів (цзєдуши). У 827—829 роках він боровся з впливовими цзєдуши з роду Лі у містах Цанчжоу та Шицзячжуан (сучасна провінція Хебей). Після цього успіху здалися імператору цзєдуши з роду Ши, які правили у префектурах на території сучасних провінцій Хебей та Шаньсі. Втім спроба розбити Наньчжао зазнала поразки. Іншою проблемою були річкові пірати. Для боротьби з ними імператор у 831 році створив спеціальний підрозділ.
Водночас у 830 році загострилося протистояння між родами Ніу та Лі, що негативно впливало на якість адміністративного апарату. Воно тривало до самої смерті імператора. Вень-цзун намагався маневрувати між ними. Тому часто представники цих родів змінювали один одного на посадах канцлерів.
Проте головною метою Вень-цзуна було позбавлення влади євнухів. Для цього він вирішив їх знищити. Перша спроба у 830 році виявилася невдалою. Вдруге він намагався це здійснити у 835 році. Спочатку завдяки одній групі євнухів вдалося стратити голову другої групи євнухів. Того ж року було організовано новий замах на євнухів. На аудієнції Вень-цзуну розповіли на гарне знамення — перед палацом на гранатовому дереві виступила солодка роса. Імператор надіслав євнухів дослідити це. Тоді вояки повинні були напасти на них, проте один з них передчасно виказав себе, євнухів розбіглися. після чого вони організували страту змовників. Ця подія дістала назву «Змова солодкої роси». Невдача у справі винищення євнухів сильно вплинула на Вень-цзуна. Згодом — у 839 році — внаслідок інтриг євнухів імператор був змушений стратити спадкоємця трону Лі Юна. Це ще більше підірвало здоров'я Вень-цзуна, він незабаром помер 10 лютого 840 року.